# You Belong in Rock n' Roll
You Belong in Rock n' Roll is een nummer van Britse band Tin Machine en de derde track van hun tweede en laatste album Tin Machine II uit 1991. Het was de eerste release van de band op het label Victory Records, dat werd gedistribueerd door London Records in Engeland.
De sound van de band was wat verfijnd ten opzichte van hun debuutalbum, beïnvloed door Marc Bolan en Elvis Presley, en het gebruik van de muziek-als-seks-metafoor was een thema dat leadzanger David Bowie gebruikte op diverse nummers die teruggaan tot zijn glamrockperiode uit de jaren '70.
Ondanks een stroom van publiciteit rond de release, met onder anderen optredens bij Top of the Pops (waar de band playbackte en gitarist Reeves Gabrels zijn gitaar met een broodje bespeelde tot de hilariteit van Bowie) en Wogan, de show van Terry Wogan (waar de band opnieuw playbackte en Gabrels zijn gitaar bespeelde met een vibrator en Bowie zichtbaar moe was van het geklets van de presentator), werd de single geen grote hit. Het nummer piekte op de 33e plaats in Engeland, wat wel de grootste hit van Tin Machine betekende.

## Tracklijst
7"-versie
1. "You Belong in Rock n' Roll" (Bowie/Reeves Gabrels) - 3:33
2. "Amlapura" (Indonesische versie) (Bowie/Gabrels) - 3:49

12"/cd-versie 1 (EMI America)
1. "You Belong in Rock n' Roll" (Extended Version) (Bowie/Gabrels) - 6:32
2. "You Belong in Rock n' Roll" (LP Version) (Bowie/Gabrels) - 4:07
3. "Amlapura" (Indonesische versie) (Bowie/Gabrels) - 3:49
4. "Shakin' All Over" (live) (Kidd) - 2:49

Cd-versie 2
1. "You Belong in Rock n' Roll" (Bowie/Gabrels) - 3:33
2. "Amlapura" (Indonesische versie) (Bowie/Gabrels) - 3:49
3. "Stateside" (Hunt Sales) - 5:38
4. "Hammerhead" (Bowie/H. Sales) - 3:15

## Muzikanten
- David Bowie: zang, gitaar, saxofoon
- Reeves Gabrels: leadgitaar
- Hunt Sales: drums, zang
- Tony Sales: basgitaar, zang
- Kevin Armstrong: slaggitaar

## Hitnoteringen

### Nationale Hitparade top 50 /Single Top 100
| Hitnotering: 12-09-1987 t/m 10-10-1987 | Hitnotering: 12-09-1987 t/m 10-10-1987 | Hitnotering: 12-09-1987 t/m 10-10-1987 | Hitnotering: 12-09-1987 t/m 10-10-1987 | Hitnotering: 12-09-1987 t/m 10-10-1987 | Hitnotering: 12-09-1987 t/m 10-10-1987 | Hitnotering: 12-09-1987 t/m 10-10-1987 | Hitnotering: 12-09-1987 t/m 10-10-1987 | Hitnotering: 12-09-1987 t/m 10-10-1987 |
| Week:                                  | 1                                      | 2                                      | 3                                      | 4                                      | 5                                      | 6                                      | 7                                      |                                        |
| -------------------------------------- | -------------------------------------- | -------------------------------------- | -------------------------------------- | -------------------------------------- | -------------------------------------- | -------------------------------------- | -------------------------------------- | -------------------------------------- |
| Positie:                               | 94                                     | 81                                     | 67                                     | 54                                     | 51                                     | 62                                     | 91                                     | uit                                    |